# Matthieu Chabrol
Matthieu Chabrol (Parigi, 21 dicembre 1956) è un compositore francese di colonne sonore cinematografiche.
Figlio del regista Claude Chabrol e Agnès Goute, ha collaborato spesso con il padre di cui ha composto le colonne sonore di numerosi suoi film.

## Filmografia parziale

### Per Claude Chabrol
- I fantasmi del cappellaio (Les fantômes du chapelier) (1982)
- Il sangue degli altri (Le sang des autres) (1984)
- Una morte di troppo (Poulet au vinaigre) (1985)
- L'ispettore Lavardin (Inspecteur Lavardin) (1986)
- Volto segreto (Masques) (1987)
- Il grido del gufo (Le cri du hibou) (1988)
- Un affare di donne (Une affaire de femmes) (1988)
- Giorni felici a Clichy (Jours tranquilles à Clichy) (1990)
- Doctor M. (1990)
- Madame Bovary (1991)
- Betty (1992)
- L'inferno (L'enfer) (1994)
- Il buio nella mente (La cérémonie) (1995)
- Rien ne va plus (1997)
- Il colore della menzogna (Au coeur du mensonge) (1999)
- Grazie per la cioccolata (Merci pour le chocolat) (2000)
- Il fiore del male (La fleur du mal) (2003)
- La damigella d'onore (La demoiselle d'honneur) (2004)
- La commedia del potere (L'ivresse du pouvoir) (2006)
- L'innocenza del peccato (La fille coupée en deux) (2007)
- Bellamy (2009)

### Per altri autori
- La bonne nouvelle, regia di André Weinfeld (1974)
- La rose de Pablo, regia di Philippe Brach (1981)
- Le miracle, regia di Philippe Brach (1985)
- Au petit bois joli, regia di Christophe Jacrot (1986)
- 55 musiques pour Cubic, regia di Thomas Chabrol (1996)
- Claude Chabrol l'artisan, regia di Patrick Le Gall (2002)
- Le fils de Pinocchio, regia di Elie Triffaut (2007)